# Halldóra Mogensen

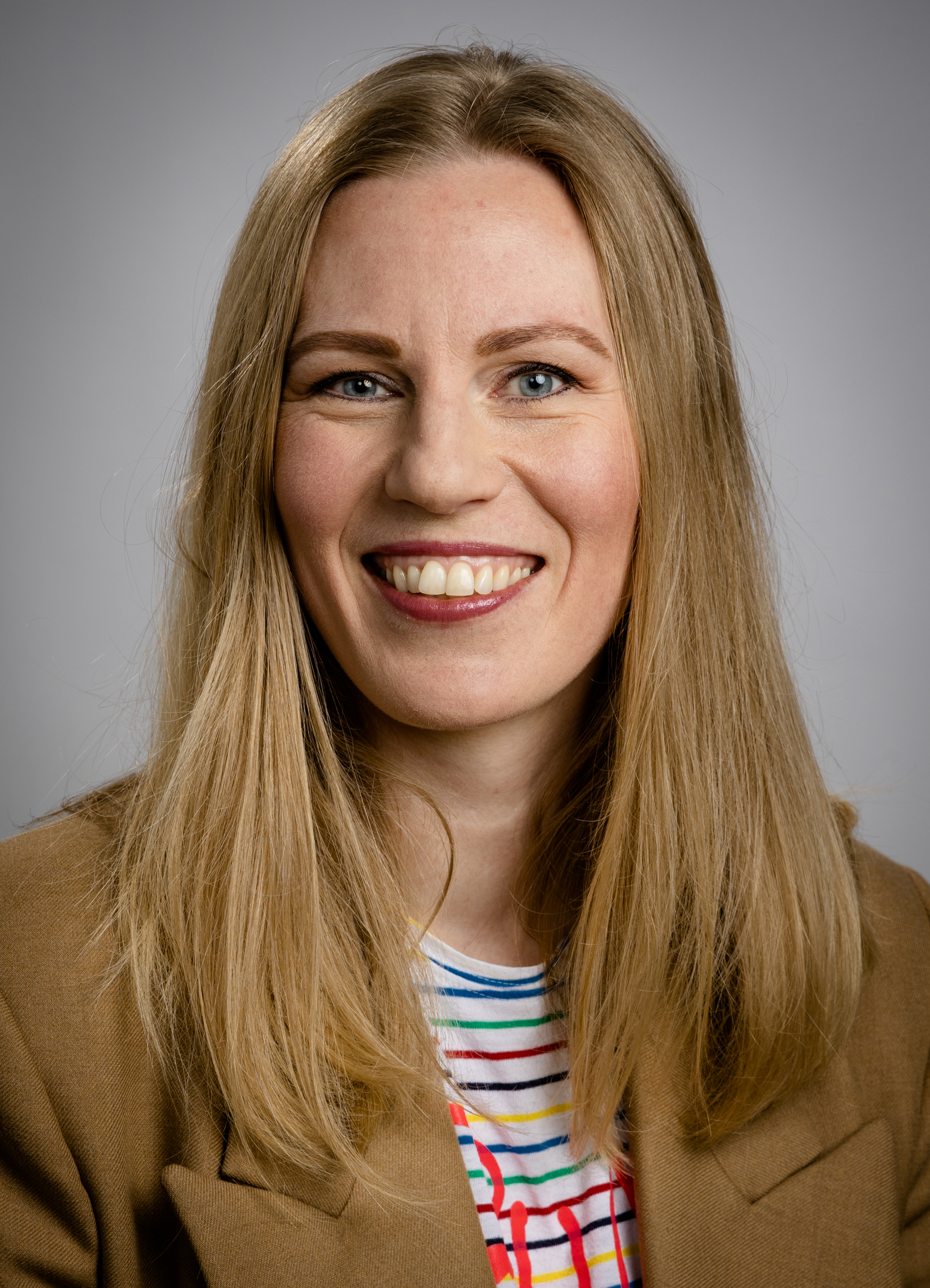
Halldóra Mogensen, 2021

Halldóra Mogensen (* 11. Juli 1979 in Reykjavík) ist eine Politikerin der isländischen Piratenpartei Píratar, als deren Vorsitzende sie für die Periode 2017–2018 amtierte. Sie war von 2019 bis 2020 und von 2021 bis 2023 Fraktionsvorsitzende der Píratar im isländischen Parlament Althing, dem sie seit 2016 angehört.

## Leben
Halldóra studierte Modedesign an der Scuola Lorenzo de’ Medici in Florenz und an der Kunstakademie Islands. Danach war sie in der isländischen Tourismusbranche tätig.
Bei der Parlamentswahl vom 29. Oktober 2016 wurde Halldóra Mogensen als Kandidatin der Píratar für den Wahlkreis Reykjavík-Nord ins isländische Parlament Althing gewählt. Mit Stand vom Herbst 2023 gehört sie dem parlamentarischen Zukunftsausschuss sowie dem Ausschuss für Justizangelegenheiten und Bildung an. Bis 2023 gehörte sie auch dem Ausschuss für Wohlfahrt an, als dessen Vorsitzende sie von 2017 bis 2019 amtierte. 2017 war sie stellvertretende Vorsitzende der isländischen Delegation in der Interparlamentarischen Union. Sie war Vorsitzende der Píratar für die Periode 2017–18 und von 2021 bis 2023 erneut Fraktionsvorsitzende der Píratar im Althing, wie zuvor bereits von 2019 bis 2020.
Halldóra Mogensen spricht sich für ein bedingungsloses Grundeinkommen aus.